# Casa Castellà Beltran
La Casa Castellà Beltran és una obra de la Ràpita (Montsià) protegida com a Bé Cultural d'Interès Local.

## Descripció
Edifici amb planta baixa i dos pisos, amb tres façanes. La façana té maçoneria revocada, amb carreus emmarcant les obertures, les bases i les cantonades. El capcer és de perfil mixtilini.
La part que dona al carrer de Sant Francesc té l'accés per un portal amb arc rebaixat amb clau i brancals de carreus, amb dues finestres amb trencaaigües i reixes de forja. Al primer pis presenta un balcó corregut de pedra amb tres finestrals i barana de ferro. Al segon pis, tres balcons, també fets amb pedra i forja.
La façana lateral té porta i finestra amb forja a la planta baixa i un balcó a cada pis.
La cara que dona al carrer Sant Joan presenta un portal amb arc rebaixat amb clau -on hi ha escrit "MC 1885" en relleu sobre la pedra- i dues finestres amb trencaaigües i reixats. Al primer pis un ample balcó central i dos als costats. Al tercer pis hi ha tres balcons i una finestra asimètrica.
Els tres eixos de composició vertical es repeteixen a dues de les tres façanes. L'edifici està cobert a dos vessants amb teules.

## Història
Fou una rica casa pairal i, avui dia, és un restaurant.